# 발라나족

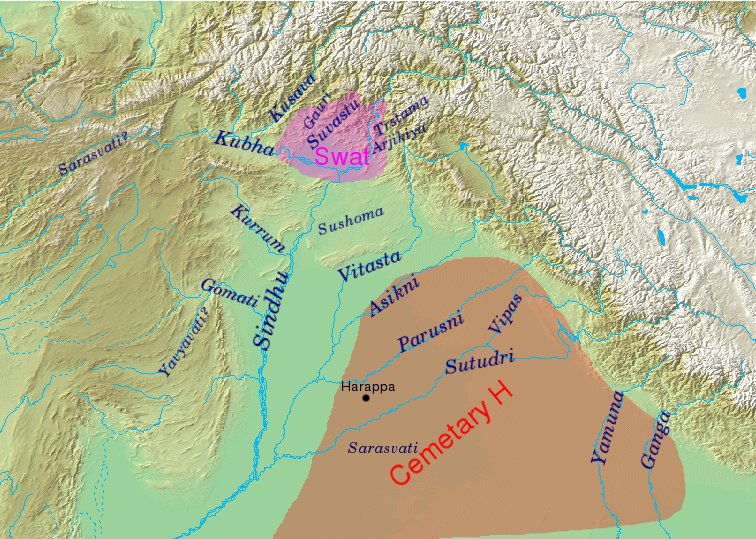
십왕 전투의 전장이 된 고가 지방(펀자브)

발라나족(산스크리트어: भलान)은 고대 인도의 종교 문헌 리그베다(7.18.7)에 언급되는 부족 중 하나이다. 십왕 전투에서 푸루족을 비롯한 십왕군의 하나로 참전했으나 수다스 왕이 이끄는 트리추-바라타군에게 패했다.
파키스탄 볼란 고개의 이름은 발라나에서 유래했다고 하며 이를 근거로 발라나족이 아프가니스탄에 존재했던 국가인 카불리스탄 동부에 있었다는 설이 존재한다.